# Гроссувр
Гроссу́вр (фр. Grossouvre) — коммуна во Франции, находится в регионе Центр. Департамент — Шер. Входит в состав кантона Санкуэн. Округ коммуны — Сент-Аман-Монтрон.
Код INSEE коммуны — 18106.

## География
Коммуна расположена приблизительно в 230 км к югу от Парижа, в 140 км юго-восточнее Орлеана, в 50 км к юго-востоку от Буржа.
По территории коммуны проходит канал Берри и протекает река Обуа.

## Население
Население коммуны на 2008 год составляло 296 человек.
| 1962 | 1968 | 1975 | 1982 | 1990 | 1999 | 2008 |
| ---- | ---- | ---- | ---- | ---- | ---- | ---- |
| 470  | 420  | 400  | 331  | 254  | 238  | 296  |

## Экономика
В 2007 году среди 176 человек в трудоспособном возрасте (15-64 лет) 103 были экономически активными, 73 — неактивными (показатель активности — 58,5 %, в 1999 году было 60,9 %). Из 103 активных работали 90 человек (53 мужчины и 37 женщин), безработных было 13 (7 мужчин и 6 женщин). Среди 73 неактивных 16 человек были учениками или студентами, 28 — пенсионерами, 29 были неактивными по другим причинам.

## Достопримечательности
- Замок Гроссувр (XIII век). Исторический памятник с 1993 года[3]
- Бывший металлургический завод (XIX век). Исторический памятник с 1999 года[4]
- Музей кузнечного дела и промышленности региона